# Alexandru Ioniță
Pour les articles homonymes, voir Ioniță.
Alexandru Octavian Ioniță (né le 5 août 1989 à Bucarest, Roumanie) est un footballeur roumain. Il joue au poste d'attaquant.
Ioniță a commencé sa carrière en 1999 pour Viscofil Bucarest. En 2006, il est repéré par le Rapid Bucarest, où il a d'abord joué pour l'équipe réserve. En février 2010, il a signé avec le FC Cologne pour 2,5 millions €, mais restera au Rapid Bucarest jusqu'à l'été.

## Sélections
- 8 sélections et 0 but avec l'équipe de Roumanie espoirs entre 2009 et 2010.